# Victoria Givens

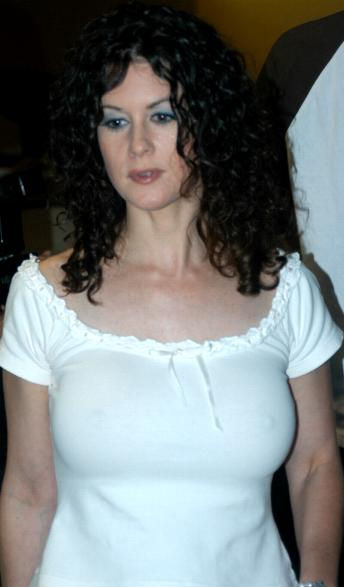
Victoria Givens

Victoria Givens (bürgerlich Victoria Elaine Smith; * 14. Januar 1970 in Morgantown, North Carolina) ist eine US-amerikanische Pornodarstellerin. Am 23. Oktober 2004 stellte sie den Weltrekord im Analsex auf. In nur sieben Stunden hatte sie Analsex mit 101 Männern, ohne Gleitgel. Damit übertraf sie Brooke Ashleys Rekord von 1998 um 51 Männer. Als Fluffer wirkten Lisa Sparxxx und Julie Robbins.
Als Darstellerin wirkte Givens in über 160 Pornofilmen mit, darunter mehrfach in der Pornofilmreihe Women Seeking Women. Bei den Filmen ATM Babes 1, ATM Babes 2, Chasing Reality Again und Date My Slut Mom 3 war sie sowohl als Regisseurin als auch als Darstellerin aktiv. (Stand: Januar 2024)

## Filmografie (Auswahl)
- Ass Master
- Buxom Babes
- Hustler’s Greatest Tits 2
- Lesbian Bridal Stories 2
- Over 30 and Dirty
- Throat Sluts 5
- Ultimate DP Gangbang 2